# متقلبات
المتقلبات أو بروتيوباكتريا (بالإنجليزية: Proteobacteria)‏ هي مجموعة رئيسية من البكتيريا وهي تشمل مجموعة واسعة من العوامل الممرضة مثل الإشريكية، السلمونيلا، الملوية والضمة والعديد من الأجناس البارزة الأخرى. البعض الآخر تعيش حرة وتشمل العديد من البكتيريا المسؤولة عن تثبيت النيتروجين.

## التصنيف
أقسام المتقلبات اعتبرت أولاً تحت طوائف، لكن الآن تعتبر طوائف وهي:
- المتقلبات ألفا
- المتقلبات بيتا
- المتقلبات غاما
- المتقلبات دلتا
- المتقلبات إيبسيلون
- المتقلبات زيتا